# Негроне, Доменико
Доменико Негроне (итал. Domenico Negrone; Генуя,1672 — Генуя, 1736) — дож Генуэзской республики.

## Биография
Родился в Генуе в 1672 году,, был крещен в церкви Сан-Пьетро-ин-Банки. молодости входил в различные общественные и государственные комиссии республики, служил в Банке Сан-Джорджо.
Был избран дожем 13 октября 1723 года, 147-м в истории Генуи, став одновременно королём Корсики. Во время его правления было подтверждено повышение налога на товары, поступавшие из Великого княжества Тоскана, на 10%: эту меру ввел предыдущий дож Чезаре Де Франки, впоследствии она была отменена.
Его мандат завершился 13 октября 1725 года, после чего он занимал государственные должности в структуре управления Республикой, в частности, был членом Совета Военно-морского флота и заместителем главы магистрата войны. Он умер в Генуе в 1736 году и был похоронен в храме Мадонна-дель-Монте.